# J/24
J/24 es un monotipo de embarcación a vela de quilla fija. Fue diseñado por Rod Johnstone y su hermano Bob, de J/Boats, en 1977. En los primeros veinte años fabricaron más de 5.200 unidades, convirtiendo la clase en la segunda más grande del mundo, detrás de la clase Star. 
Tiene 100 flotas activas en casi 40 países.
En regata la tripulación de J/24 está compuesta por cinco personas, pero las reglas de la categoría requieren solamente que sean un mínimo de tres, con un peso total inferior a 400 kg.
El J/24 está dotado de interiores relativamente espaciosos, con cuatro literas, depósito de agua dulce y lavabo que convierten a la embarcación apta también para las travesías de crucero.